# Batalha de Magdhaba

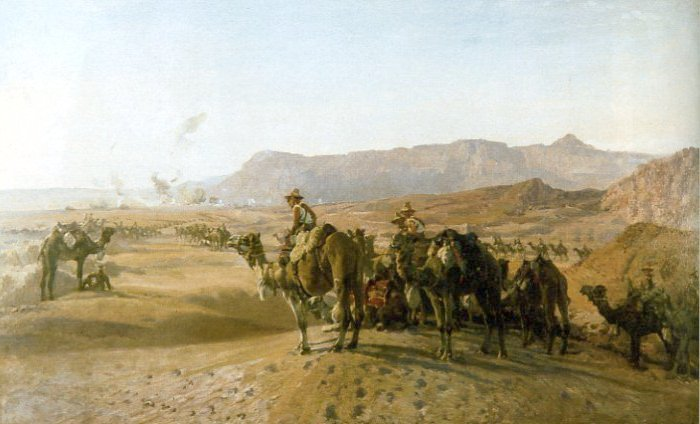
Brigada do Corpo de Camelos Imperial Britânico no Egito.

Batalha de Magdhaba (oficialmente conhecida pelos britânicos como o Caso de Magdhaba) ocorreu em 23 de dezembro de 1916 durante a seção de Defesa do Egito da Campanha do Sinai e da Palestina na Primeira Guerra Mundial. O ataque da Divisão Montada da ANZAC ocorreu contra uma guarnição do exército otomano entrincheirado ao sul e a leste de Bir Lahfan, no deserto do Sinai, a cerca de 18 a 40 km do interior da costa do Mediterrâneo. Esta vitória da Força Expedicionária Egípcia (FEE) contra a guarnição do Império Otomano também garantiu a cidade de El Arish depois que a guarnição otomana se retirou.
Em agosto de 1916, um exército combinado do Império Otomano e do Império Alemão foi forçado a se retirar para Bir el Abd, após a vitória britânica na Batalha de Romani. Durante os três meses seguintes, a força derrotada se retirou mais para o leste até El Arish, enquanto o território capturado que se estendeu do Canal de Suez foi consolidado e guarnecido pelo FEE. Patrulhas e reconhecimentos foram realizados por forças britânicas, para proteger a construção contínua da linha ferroviária e aquaviária e negar a passagem pelo deserto do Sinai para as forças otomanas, destruindo cisternas e poços de água.
Em dezembro, a construção das linhas de infraestrutura e suprimento havia avançado suficientemente para permitir que o avanço britânico recomeçasse, durante a noite de 20 de dezembro. Na manhã seguinte, uma força montada chegou a El Arish para encontrá-la abandonada. Uma guarnição do exército otomano em uma forte posição defensiva foi localizada em Magdhaba, a cerca de 18 a 30 milhas no interior do sudeste, no Wadi el Arish. Após uma segunda marcha noturna pela Divisão Montada da ANZAC, o ataque a Magdhaba foi lançado por tropas australianas, britânicas e neozelandesas contra forças otomanas bem arraigadas. Durante as ferozes combates diurnos, as táticas de infantaria montada de andar tão perto da linha de frente quanto possível e, em seguida, desmontar para fazer seu ataque com a baioneta apoiada por artilharia e metralhadora prevaleceu, auxiliadas por reconhecimentos de aeronaves. Todos os redutos camuflados foram eventualmente localizados e capturados e os defensores otomanos renderam-se no final da tarde.